# Józef Mickiewicz (fizyk)
Józef Mickiewicz (ur. 1744 zm. 5 lipca 1817 w Wilnie) – jezuita, fizyk, profesor Uniwersytetu w Wilnie, kanonik żmudzki.

## Życiorys
Urodził się w 1744 w powiecie grodzieńskim, brak jest bliższych danych o rodzinie i początkach edukacji. W 1761 wstąpił do zakonu jezuitów i rozpoczął naukę na Uniwersytecie Wileńskim. W 1772 ukończył nauki i otrzymał tytuł doktora filozofii. Od poprzedniego już roku wykładał poetykę na Uniwersytecie i w następnych latach język francuski.
Pobierał również nauki w dziedzinie nauk ścisłych u astronoma królewskiego, dyrektora Obserwatorium Marcina Poczobuta-Odlanickiego oraz prezesa Kolegium Astronomicznego Andrzeja Strzeleckiego. W 1775 rozpoczął wykłady z fizyki oraz został kierownikiem pierwszego samodzielnego Gabinetu Fizyki. W październiku 1781 został profesorem zwyczajnym. Był czterokrotnie wybierany na stanowisko dziekana Oddziału Fizyko-Matematycznego w 1799, 1804, 1807 i 1810. W latach 1806–07 pracował jako zastępca rektora uniwersytetu. Po rezygnacji z prowadzenia katedry fizyki w 1805 i przekazaniu Gabinetu swojemu uczniowi Stefanowi Stubielewiczowi prowadził drukarnię uczelnianą oraz był cenzorem książek.
Uczestniczył w wyprawach badawczych: w 1787 przeprowadzał ekspertyzę wód mineralnych na Litwie, w 1700 badał wspólnie z S.B. Jundziłłem możliwość eksploatacji torfowisk i w 1803 poszukiwał złóż rudy żelaza na potrzeby pierwszego na Litwie pieca hutniczego.
W 1803 z jego inicjatywy i pod jego kierownictwem rozpoczęto tworzenie sieci stacji meteorologicznych, Józef Mickiewicz przygotował program obserwacji oraz utworzył 72 placówki meteorologiczne wyposażone w barometry, termometry, higrometry oraz wiatromierze.
Zmarł w Wilnie dnia 5 lipca 1817 i pochowany został najprawdopodobniej w kościele św. Jana w Wilnie.